# Rogvolod Borisovič
Rogvolod Borisovič, battezzato con il nome di Basilio (in russo Рогволод Борисович?; 1110 – 1171 o dopo), fu principe di Polack (1144-1151, 1159-1162) e principe di Druc'k (1127-1129, 1140-1144, 1158-1159, 1162-1171). Era figlio del principe di Polack Rogvolod Vseslavič e discendeva dal ramo rjurikide di Polack.